# Karjalohja
Karjalohja (in svedese Karislojo) è stato un comune finlandese, avente 1474 abitanti al momento della soppressione della municipalità a fine 2012, situato nella regione dell'Uusimaa. Dal 1º gennaio 2013 è stato inglobato nella città di Lohja.